# Quintette en mi bémol majeur (Rosetti)
Le Quintette en mi bémol majeur (Murray B6, Kaul II:17) est une composition d'Antonio Rosetti écrite vers 1778-1779 pour flûte, hautbois, cor anglais, clarinette et basson. Cette pièce constitue l'un des premiers quintettes à vents écrits au XVIIIe siècle et emploie une clarinette qui est un jeune instrument à cette date et un cor anglais, instrument plutôt rare qui sera remplacé plus tard par un cor dans la formation de quintette à vent classique.
La composition originale en mi bémol majeur n'a pas été imprimée du vivant d'Antonio Rosetti. Il existe un arrangement pour cor, flûte ou basson, violon, alto et basse continue par Giovanni Punto publié par la maison d'édition Jean-Georges Sieber à Paris, qui a été publiée vers 1789 sous son nom avec le titre  de deuxième quintette avec le nom de Rosetti en deuxième position. « Punto ne s'est pas contenté de réarranger l'œuvre au niveau de l'instrumentation, il a également modifié les fins de phrase (selon l'éditeur, de manière encore plus efficace que Rosetti). »
La partition originale est désormais publiée aux éditions Kunzelmann avec une alternative au cor en remplacement du cor anglais.

## Structure
Cette courte pièce d'une durée de 13 minutes environ est constituée de trois mouvements :
1. Allegro
2. Andante ma allegretto
3. Rondeau. Allegro moderato

## Enregistrements
Il existe quelques enregistrements de cette œuvre.
- F.A. Rössler-Rosetti, K.F. Stamic, A. Rejcha : Wind Quintet & Quartet, avec le  Czech Wind Quintet, (Supraphon – 1 11 1084, 1978)
- Quintette à vent en mi bémol majeur (Murray B6), Wind Chamber Music by J. S. Bach, Debussy, Janacek and Arnold, Andreas Noack (flûte), Andreas Vogel (hautbois), Matthias Ritter (clarinette), Carla Goldberg (cor), Stephan Hüfner (basson), (EigenArt 10100)

Néanmoins il arrive que cette pièce soit confondue avec l'arrangement de Punto intitulé Quintette en fa majeur de Rosetti :
- Antonio Rosetti : Quintet in F major B6, par la Compagnia di Punto (Deutsche Harmonia Mundi, 2013)